# Mars (navire)
Pour les articles homonymes, voir Mars.
Le Mars, aussi connu comme le Makalös, est un navire de guerre suédois construit entre 1563 et 1564.
Avec 48 mètres de longueur et 107 canons et un équipage de 600 hommes, il est l'un des plus grands navires de guerre de l'époque, plus encore que le célèbre Vasa, avec au moins 60 mètres. Il est donc logiquement le navire amiral de la flotte du roi Éric XIV.
Le 30 mai 1564, au cours de la première bataille d'Öland (en) pendant la guerre nordique de Sept Ans, le navire commandé par l'amiral Jakob Bagge (en) est encerclé par ses adversaires qui l'inondent de boules de feu. Conçu pour les tirs à distance et non le combat rapproché, il subit un abordage puis prend feu et coule dans la mer Baltique après qu’une de ses réserves de poudre ait provoqué l'explosion de la proue.
En 2011, dans le cadre d'une expédition archéologique maritime, l'épave du navire est localisée par 75 mètres de fond, à dix milles nautiques (18,5 km) au nord de l'île suédoise d'Öland. Les faibles niveaux de sédiments, les courants lents, l'eau saumâtre et l'absence de tarets ont contribué à son état de conservation remarquable.

## Documentaire télévisé
- « Le Mars, épave mythique de la Baltique » de 2015 sur Arte.